# Handgeführter 3D-Laserscanner
Während die Entwicklung dreidimensionaler Technologien schnell vorangeht, bleibt die Erfassung von hochwertigen Geländedaten in abgelegenen hochalpinen Gebieten eine Herausforderung. Die Anwendung von bodengestützten Methoden, wie terrestrischem Laserscanning (TLS), wird durch hohe Investitionskosten, die Tragbarkeit von großen Instrumenten und den Energiebedarf in entlegenen Gebieten erschwert. Eine Alternative stellen handgeführte 3D-Laserscanner dar. Bei diesen handelt es sich um eine Variante des terrestrischen Laserscannings (TLS). Diese Geräte sind jedoch nicht uneingeschränkt flexibel einsetzbar und teils an eine Trägerplattform, wie zum Beispiel an ein Fahrzeug, gebunden. Für Gebiete mit steilen Hängen, Hangrutschungen und/oder felsiger Oberfläche können handgeführte 3D-Laserscanner (HLS) zum Einsatz kommen. Diese dienen dabei der Umwandlung eines realen Objekts in eine digitale Form. Die gescannten Daten liegen nach der Aufnahme als Punktwolken vor, wobei jeder Punkt eine Position im Raum hat und sich auf ein Koordinatensystem bezieht.
Es kann eine Einteilung der 3D-Scanner in stationäre und mobile Geräte vorgenommen werden. Bei stationären 3D-Scannern handelt es sich um Geräte mit großen Abmessungen, welche an einen Ort gebunden sind. Mobile Geräte hingegen sind von geringerer Größe und können zu einem unbewegten Objekt gebracht werden.
Mit der zunehmenden Verwendung von Laserscannern, folgte das Bestreben nach leistbaren, effizienten und benutzerfreundlichen Geräten. Obwohl manche Anwendungen aufwendige Geräte erfordern, können heutzutage etliche Aufgaben bereits mit preisgünstigeren und kleineren handgeführten 3D-Laserscannern durchgeführt werden.
Beim Scannen ist es notwendig, die grundlegenden Parameter der Umgebung, wie die Temperatur, die Luftfeuchtigkeit und die Beleuchtung im Raum nicht zu verändern, da diese einen großen Einfluss sowohl auf die Kalibrierung des Gerätes, als auch auf den Scan hat. Vor jedem Messvorgang ist es notwendig eine Kalibrierung bzw. Prüfung des 3D-Scanners durchzuführen.
Im Fall eines Laser- und optischen 3D-Scanners wird eine Kalibrierungsplatte in verschiedenen Abständen und Neigungen gescannt.
Um eine genaue Rekonstruktion zu ermöglichen und Abweichungsprobleme zu vermeiden, sollte der Vermessungsweg eine geschlossene Schleife bilden, sodass der gleiche Bereich am Anfang und am Ende des Weges gescannt wird.

## Anwendungsgebiete
Handgeführte 3D-Laserscanner finden im Bereich des Ingenieurwesens, beispielsweise bei der Rekonstruktion von Objekten, in der Qualitätskontrolle für die Kontrolle von Produkten in Betrieben, im Architekturwesen, in der Geomorphologie, im Multimedia-Bereich bei der Modellierung von virtuellen Städten, in der Kunst bei der Rekonstruktion von historischen und kulturellen Gebäuden und Statuen, in der Lebensmittel-Prozessmodelierung und im medizinischen Bereich Anwendung.

### Kulturstätten
Für eine effektive und detaillierte Digitalisierung von Kulturstätten, sind Messungen von einer Vielzahl an Standpunkten notwendig. Die derzeit gängigste Vorgehensweise, diese kulturellen Orte abzudecken, erfolgt durch Luftaufnahmen wie Airborne Laserscanning oder eine satellitengestützte Erfassung. Jedoch können dadurch keine Detailaufnahmen auf Bodenhöhe erfasst werden. Eine solche Vermessung wurde auf Peel Island, 4 km von der australischen Küste bei Brisbane entfernt, durchgeführt. Das sich hier befindende Lazarett zählt zu den einzigen multikulturellen Stätten Australiens und besteht aus vielen kleinen Hütten, die als Unterkunft dienen.

### Geomorphologie
Auch bei geomorphologischen Fragestellungen finden Laserscanner Anwendung, wie z. B. bei der Aufnahme von erodierenden Küsten. Dabei werden die Daten durch die Erosion der Kliffbasis bei Niedrigwasser erhoben. Darüber hinaus besteht auch die Möglichkeit der Erhebung von topografischen Daten durch eine Messung von Salzsumpf-Gullies. Hierbei geht ein Vermesser eine unregelmäßige Schleife entlang von Kämmen zwischen Schluchten.

### Lebensmittelverarbeitung
Kompakte 3D-Laserscanner kommen vermehrt in der Lebensmittelindustrie zum Einsatz. Durch den Einsatz von handgeführten 3D-Laserscannern ist es möglich, komplexe und organische Formen detailliert zu erfassen, um so Vorlagen für optimierte Produkt- und Verpackungsdesigns zu entwickeln.

## Test auf Genauigkeit und Unsicherheit
Für den Benutzer sind die Genauigkeiten und die Unsicherheiten der handgeführten 3D Laserscanner von großer Bedeutung, welche vom Hersteller mit einer Spannweite, je nach Objekt oder Oberfläche, angegeben sein sollte. Eine Überprüfung kann durch das Abscannen eines Objektes vollzogen werden. Zum einen durch die Beurteilung von Position und Ausmaß der gescannten Daten nach mehreren wiederholten Scans und zum anderen durch den Vergleich dieser Daten in unterschiedlicher Auflösung.
Die immer öfter beiliegenden oder zusätzlich zu erwerbenden Referenzobjekte (geometrische Formen) dienen dabei der Kalibrierung von Handlaserscannern.

## Einschränkungen
Manche Hersteller empfehlen bei dunklen, leuchtenden oder transparenten Objekten die Verwendung von Farbstiften, weißem Haarspray oder Talk, um die gescannten Objekte besser erfassen zu können. Die Anwendung solcher Hilfsmittel sind jedoch oftmals problematisch, da diese in bestimmten Kulturstätten wie z. B. bei archäologischen Ausgrabungen, verboten sind.

## Publikationen (Auswahl)
- Anthony C.T., Loretta L.Y. Pau, Jonas D., Weigler B. (2015): A pilot study on the use of handheld laser scanner for landform mapping and slope investigation in Hong Kong. Geotechnical Engineering Office, Civil Engineering and Development Department, 101 Princess Margaret Road, Homantin, Kowloon, Hong Kong.
- Hämmerle M., Höfle B., Fuchs J., Schröder-Ritzrau A., Vollweiler N., Frank N. (2014): Comparison of Kinect and Terrestrial LiDAR Capturing Natural Karst Cave 3-D Objects.-In: IEEE Geoscience and Remote Sensing Letters 11, 1896–1900
- James M. R., Quinton J. N. (2014): Ultra-rapid topographic surveying for complex environments: the hand-held mobile laser scanner.-In: Earth Surface Processes and Landforms 39, 138–142
- Polo M.-E., Angel F. (2012): Analysis of Uncertainty and Repeatability of a Low-Cost 3D Laser Scanner.–In: Sensors (12), 9046–9054.
- Toth T., Zivcak J. (2014): A Comparison of the Outputs of 3D Scanners.-In: Procedia Engineering 69, 393–401
- Uyar R., Erdogdu F. (2009): Potential use of 3-dimensional scanners for food process modeling. In: Journal of Food Engineering (93), 337–343.
- Smith M.W., Carrivick J.L., Quincey D.J. (2016): Structure from motion photogrammetry in physical geography.-In:Progress in Physical Geography 40, 247–275
- Westoby M.J., Brasington J., Glasser N.F., Hambrey M.J., Reynolds J.M.(2012): Structure-from-Motion’ photogrammetry: A low-cost, effective tool for geoscience applications.-In:Geomorphology 179, 300–314
- Zlot R., Bosse M., Greenop K., Jarzab Z., Juckes E., Roberts J. (2014): Efficiently capturing large, complex cultural heritage sites with a handheld mobile 3D laser mapping system.-In: Journal of Cultural Heritage 15, 670–678